# Трисульфид дидиспрозия
Трисульфид дидиспрозия — бинарное неорганическое соединение, 
соль диспрозия и сероводородной кислоты с формулой Dy2S3,
желто-оранжево-коричневые кристаллы,
не растворяется в воде.

## Получение
- Нагревание чистых веществ в инертной атмосфере или вакууме:

{\displaystyle {\mathsf {2Dy+3S\ {\xrightarrow {500-800^{o}C}}\ Dy_{2}S_{3}}}}
- Действие сероводорода на оксид диспрозия(III):

{\displaystyle {\mathsf {Dy_{2}O_{3}+3H_{2}S\ {\xrightarrow {1150-1400^{o}C}}\ Dy_{2}S_{3}+3H_{2}O}}}

## Физические свойства
Трисульфид дидиспрозия образует желто-оранжево-коричневые  кристаллы
двух модификаций: кубическая и моноклинная сингонии.
Есть данные, что сульфид_диспрозия образует кристаллы коричнево-красного, черного или зеленого цвета.
Кристаллы устойчивы в сухом воздухе, а во влажном — медленно гидролизуется.

## Химические свойства
- Окисляется при сильном нагревании на воздухе:

{\displaystyle {\mathsf {Dy_{2}S_{3}+3O_{2}\ {\xrightarrow {T}}\ Dy_{2}O_{2}S+2SO_{2}}}}